# Лутига розхилиста
Лутига розхилиста (Atriplex patens, можливо синонім до Atriplex laevis) — вид рослин з родини щирицевих (Amaranthaceae).

## Морфологічна характеристика
Однорічна рослина 20–70 см заввишки. Листки м'ясисті, соковиті (сухі — товстуваті, вкриті дрібними пухирчастими зморшками), з розсіченим борошнистим нальотом, від довгасто-яйцюватих до ланцетних.

## Поширення
Вид поширений у Євразії від України до Казахстану; інтродукований у Білорусі й країнах Балтії.
В Україні вид зростає у посівах, засмічених місцях, біля доріг  — на всій території.